# Epicus Doomicus Metallicus
Epicus Doomicus Metallicus es el álbum debut de la banda de doom metal sueco Candlemass, lanzado el 10 de junio de 1986 con el sello discográfico Black Dragon records. Varios años después, en 1998, fue remasterizado con un CD extra en vivo. El título del álbum Epicus Doomicus Metallicus son las palabras "Epic Doom Metal" en latín macarrónico, el género musical con el que Candlemass es identificado comúnmente. La banda Francesa de black metal melódico Anorexia Nerviosa, realiza una versión del Tema Solitude, en su álbum New Obscurantis Order.

## Lista de canciones
Todas las canciones fueron escritas por Leif Edling:
1. "Solitude" – 5:37
2. "Demons Gate" – 9:13
3. "Crystal Ball" – 5:23
4. "Black Stone Wielder" – 7:36
5. "Under The Oak" – 6:56
6. "A Sorcerer's Pledge" – 8:17

## Músicos
- Leif Edling - Bajo
- Mats Björkman - Guitarras
- Mats Ekström - Batería
- Johan Längqvist - Voz
- Klas Bergwall - Guitarras
- Cille Svenson - Voces adicionales en "A Sorcerer's Pledge"